# Антибиотика
Антибиотика е българска електронна група от София, изцяло съставена от жени (Ани, Силвия и Савина), създадена през 1997 г. Спомогнал за създаването на групата е Мартин Карбовски.
Антибиотика получава наградите на телевизия ММ „Хит на 1999 г.“ за парчето „О, не“, и „Хит на годината“ за 2000 г. за парчето „Няма как“.
През 2004 г. групата се разделя, а през 2007 г. се събира отново.

## Дискография
- Вълшебен свят (1999)
- Няма как (2000)
- Логично (2003)
- Мултимедийно CD (2007)

### Други песни
- Искаш да си с мен (квартет с Мишо Шамара)
- Има време

## Награди
2000
- Хит на годината „Няма как“ – Годишни музикални награди на „ММ“
- Видеоклип на годината „Няма как“ – „Мело ТВ Мания“

2001
- Хит на читателите – „Няма как“ – списание „Кой“